# Черкасово (Юрьев-Польский район)
Черкасово — село в Юрьев-Польском районе Владимирской области России, входит в состав Красносельского сельского поселения.

## География
Село расположено в 27 км на северо-запад от райцентра города Юрьев-Польский.

## История
В XVII столетии три четверти села Черкасова принадлежали Троице-Сергиевскому монастырю, которому были пожертвованы в 1612 году прежними владельцами братьями Петром и Спиридоном Крюковыми, а одна четверть находилась во владении братьев Ивана и Афанасия Братцовых. Существовавшая в селе церковь в честь Святителя и Чудотворца Николая в начале XVII столетия была разорена поляками и литовцами, но сравнительно скоро была восстановлена и освящена прежнем наименованием, о чем есть запись в окладных книгах патриаршего казенного приказа 1654 года. В 1863 году на средства прихожан была построена каменная церковь с колокольней. Престолов в ней два: в холодной — во имя Святителя и Чудотворца Николая и в теплом приделе — во имя Божьей Матери — «Всех скорбящих радости». В 1893 году в селе Черкасове имелось 27 дворов, мужчин — 110, женщин — 134. В годы Советской Власти церковь была полностью разрушена. 
В конце XIX — начале XX века село входило в состав Горкинской волости Юрьевского уезда.
С 1929 года село входило в состав Горкинского сельсовета Юрьев-Польского района.

## Население
| 1859 |
| ---- |
| 232  |

| 1859 | 1905 | 2002 | 2010 | 2021 |
| ---- | ---- | ---- | ---- | ---- |
| 232  | ↗250 | ↘30  | ↘29  | ↘11  |